# Sedovita
La sedovita és un mineral de la classe dels sulfats. Rep el seu nom de Georgii lakovkevich Sedov (1877-1914) explorador polar rus.

## Característiques
La sedovita és un sulfat de fórmula química U(MoO₄)₂. Cristal·litza en el sistema ortoròmbic. Es troba en forma de cristalls aciculars, d'aproximadament 0,5 mil·límetres. També se'n troben cristalls radials o fibrosos, en pols, o en escorces primes i incrustades en guix. La seva duresa a l'escala de Mohs és 3.
Segons la classificació de Nickel-Strunz, la sedovita pertany a «07.H - Urani i uranil molibdats i wolframats, Amb U4+» juntament amb els següents minerals: cousinita i moluranita.

## Formació i jaciments
És un mineral secundari rar format a la zona d'oxidació d'un dipòsit de molibdè i urani. Sol trobar-se associada a altres minerals com: uraninita, guix, iriginita, calcurmolita, mourita, autunita, fosfuranilita, wulfenita, powel·lita, molibdenita i barita. Va ser descoberta l'any 1965 al dipòsit d'urani i molibdè de Kyzylsai, als monts Chu-Ili (Província d'Almati, Kazakhstan). També ha estat descrita a Pinkney Point (Nova Escòcia, Canadà) i a Picacho (Sonora, Mèxic).